# Municipio de Dimitrovgrad
El municipio de Dimitrovgrad (en búlgaro: Община Димитровград) es un municipio de la provincia de Haskovo, Bulgaria, con una población estimada a final del año 2017 de 48 301 habitantes. 
Se encuentra ubicado en el centro-sur del país, cerca de la frontera con Grecia y Turquía. Su capital es la ciudad de Dimitrovgrad.